# Asawy (obwód witebski)
Asawy (biał. Асавы; ros. Осовы, Osowy) – wieś na Białorusi, w obwodzie witebskim, w rejonie dokszyckim, w sielsowiecie Biehomla. W 2009 roku liczyła 26 mieszkańców.